# Hedotettix xueshanensis
Hedotettix xueshanensis är en insektsart som beskrevs av Zheng, Z. och Ou 2005. Hedotettix xueshanensis ingår i släktet Hedotettix och familjen torngräshoppor. Inga underarter finns listade i Catalogue of Life.